# Barbra Amesbury
Barbra Amesbury (Kirkland Lake; 1948) es una filántropa, cantautora, compositora y directora canadiense, que tiene varios éxitos musicales de la década de 1970 en Canadá. Amesbury fue la pareja de más larga data de la filántropa canadiense Joan Chalmers hasta su muerte en 2016.
Conocida como Bill Amesbury durante su carrera musical, Amesbury salió como transgénero después de dejar el negocio de la música.

## Carrera musical
El mayor éxito de Amesbury fue «Virginia (Touch Me Like You Do)», que también fue el primer sencillo de 1974 que se lanzó en el sello Casablanca Records. Escrita por Amesbury, la canción también alcanzó el número 59 en la lista Billboard Hot 100  de EE. UU.
«Can You Feel It» también fue un éxito menor en 1976. «Nothin 'But a Fool» de Amesbury ha sido versionada por Natalie Cole, y «A Thrill's a Thrill» fue grabada en 1979 por Long John Baldry y versionada por Mitch Ryder con Marianne Faithfull y John Cougar . 
En 1976 y 1977, Amesbury produjo «No Charge» de JJ Barrie, que se convirtió en un éxito número uno en Inglaterra. En 1999, «Virginia» recibió un premio de SOCAN para marcar 100,000 reproducciones en estaciones de radio canadienses.  
En 2002, James Collins y Dave Pickell lanzaron el sencillo «Do You Mind If We Talk About Bill?», escrito sobre Amesbury.

## Cine y arte
En 1994, Amesbury y su compañera Joan Chalmers organizaron una exposición de arte llamada Survivors, In Search of a Voice: The Art of Courage, utilizando las historias de sobrevivientes de cáncer de mama para inspirar a 24 mujeres artistas a crear obras de arte destinadas a generar conciencia sobre esta enfermedad. La exposición recorrió América del Norte de 1995 a 1998, acompañada de un libro complementario. Amesbury también filmó una película documental de la gira. 
En 2006 y 2007, su documental The G8 is Coming. . . apareció en la selección oficial del Festival Internacional de Cine de Roma, el Festival de Cine de Ashville, el Festival de Cine de Atlanta, el Festival de Cine de Southern Winds y el Festival de Cine de Dixie.  
Amesbury y Chalmers han brindado apoyo y donaciones a una variedad de organizaciones benéficas y organizaciones a través de su Woodlawn Arts Foundation.  

## Discografía
- Jus' a Taste of the Kid (1974 - álbum)
- Can You Feel It (1976 - álbum)
- "You Belong to Me", b / w "Harlow" (1977 - single, no disponible en ningún álbum comercialmente lanzado)
- "Virginia (Touch Me Like You Do" (1974 - sencillo)
- "Can You Feel It" (1976 - single)
- "Nothin' But a Fool" - compositor
- "No Charge" - productor
- "A Thrill's a Thrill" - compositor